# Irena Wiszniewska-Białecka
Irena Wiszniewska-Białecka (ur. 6 lipca 1947 w Warszawie, zm. 23 maja 2018) – polska prawniczka, profesor nauk prawnych, sędzia Sądu w ramach Trybunału Sprawiedliwości Unii Europejskiej.

## Życiorys
W 1969 ukończyła studia prawnicze na Uniwersytecie Warszawskim. Po studiach podjęła pracę w Instytucie Nauk Prawnych PAN. W instytucji tej w 1976 uzyskała stopień naukowy doktora. W latach 1982–1984 brała udział w tworzeniu pierwszej polskiej ustawy antymonopolowej. W 1991 otrzymała stopień doktora habilitowanego na podstawie rozprawy zatytułowanej Granice kartelowoprawne ważności licencji patentowych. Specjalizowała się w zagadnieniach związanych z prawem patentowym, autorskim, własności przemysłowej i konkurencji.
W latach 1992–2000 praktykowała równocześnie jako adwokat. Od lutego 2001 do kwietnia 2004 była sędzią Naczelnego Sądu Administracyjnego. Prezydent RP postanowieniem z 6 kwietnia 2001 nadał jej tytuł profesora nauk prawnych. W latach 2004–2016 była sędzią Sądu Pierwszej Instancji (od 2009 Sądu) – działającego w ramach Trybunału Sprawiedliwości Unii Europejskiej. Od stycznia 2017 ponownie orzekała jako sędzia NSA, w lipcu 2017 przeszła w stan spoczynku.
Odznaczona Krzyżem Kawalerskim (2003) i Krzyżem Oficerskim (2011) Orderu Odrodzenia Polski.